# Tetsuya Totsuka
Tetsuya Totsuka (Tòquio, Japó, 24 d'abril de 1961) és un futbolista japonès retirat que va disputar 18 partits amb la selecció japonesa.